# Aleksandra Kosiorek
Aleksandra Monika Kosiorek z domu Czaja (ur. 13 marca 1985 w Gdańsku) – polska prawniczka i działaczka samorządowa, radczyni prawna, od 2024 prezydent Gdyni.

## Życiorys
Jej rodzina ze strony ojca wywodzi się z Kartuz oraz Bąckiej Huty. Uczęszczała do Szkoły Podstawowej nr 26 i do VI Liceum Ogólnokształcącego im. Wacława Sierpińskiego w Gdyni. Ukończyła studia prawnicze na Uniwersytecie Gdańskim. Uzyskała uprawnienia radcy prawnego. W 2013 została współwłaścicielką kancelarii prawnej. Została też mediatorką sądową, w pracy zawodowej specjalizowała się w sprawach związanych z prawem medycznym. W 2020 została koordynatorką zespołu radców prawnych i adwokatów w ramach Okręgowej Izby Lekarskiej w Gdańsku.
Zaangażowała się w działalność w ramach federacji „Gdyński Dialog”. Organizowała protesty w obronie sądów i była jedną z lokalnych liderek Strajku Kobiet. W październiku 2023 po wygraniu prawyborów ogłoszono ją kandydatką „Gdyńskiego Dialogu” na prezydenta Gdyni w wyborach samorządowych w 2024. W pierwszej turze uzyskała 33 010 głosów (34,43%), przechodząc do drugiej tury; została także wybrana na radną miejską. W drugiej turze zwyciężyła z Tadeuszem Szemiotem z Koalicji Obywatelskiej, otrzymując 47 248 głosów (62,49%). Urząd prezydenta miasta objęła 7 maja 2024.

## Życie prywatne
Jest mężatką, ma syna i córkę.